# Erebia herscheli
Erebia herscheli är en fjärilsart som beskrevs av R. A. Leussler 1935. Erebia herscheli ingår i släktet Erebia och familjen praktfjärilar. Inga underarter finns listade i Catalogue of Life.